# Popper József
Popper József (Miskolc, 1824. június 4. – Miskolc, 1894. szeptember 26.) orvos, kórházigazgató.

## Élete
Iskoláit szülővárosában végezte. Orvosi tanulmányait Bécsben teljesítette, ahol 1846-ben, 22 évesen végzett, és megszerezte a szemészeti és szülészeti szakvizsgáját. A sebészi oklevelet egy évvel később Pesten kapta meg. 1856-ban Miskolcon, a Tetemvár téren (ma Petőfi tér), a régi katonai kórházból (nosokomium) átalakított „kórodában” kezdett dolgozni igazgató főorvosként – évi 300 forintos fizetéssel. A gyógyításba díjazás nélkül Schnirch Emil is besegített. Az egyetlen ápoló Jaruga Ferenc egykori megyei hajdú volt, évi 48 Ft fizetéssel. A körülmények azonban nem voltak megfelelők a gyógyításhoz és ápoláshoz, ezt 1857-ben Ferenc József is kifogásolta itteni látogatásakor. 
A kórház ezért 1858-ban a hajdani Fáy-kúriába, a mai Hősök tere nyugati oldalán álló földszintes, ám terjedelmes épületbe költözött, és nyilvános közkórházzá minősítették. Itt 16 szobában, 60 ágyon helyezték el a betegeket. Bár itt már több orvos és ápoló dolgozott, és jobbak voltak a körülmények is, a gyógyítás helyzete azonban – elsősorban a túlzsúfoltság miatt – ismét csak kifogásolható volt. Popper többször is cselekvésre szólította fel a megyei felettes szerveket: „Újból szíves tudomásukra hozom, hogy a közkórházban a betegellátás és a gyógyító munka emberhez méltatlan körülmények között történik. Zemplén, Sáros, Gömör-Kishont, Heves, Nógrád, Borsod vármegyék szegény emberei tolonganak ezerféle betegségükkel a kapunk előtt”.
Az 1874-es tífuszjárvány idején a belügyminiszter kormánybiztossá nevezte ki Poppert, hogy Borsod, Gömör és Nógrád vármegyében szervezze meg a járvány megfékezését. Eredményes ténykedéséért megkapta a Ferenc József-rend lovagkeresztjét. A járvány egyébként nem kímélte a kórházat sem, orvosok és ápolók haltak meg. Ráadásul nem sokkal később a pusztító 1878-as miskolci árvíz is megrongálta az épületet, ezért Popper doktor folyamatosan harcolt egy új közkórház felépítéséért. „Kérem az új kórház felépítésére vonatkozó ígéret foganatosítását” – írta beadványában. 1881-ben még az új kórház terveit is elkészítette, de az építkezést csak 16 évvel később hagyták jóvá, amit Popper József már nem élhetett meg.
Rendszeresen beszámolt kiterjedt tudományos munkájáról. Az országban elsőként vezette be a szifilisz oltással való gyógyítását. Több hazai és külföldi szakmai-tudományos folyóiratban, kiadványban publikált (például az Orvosi Hetilapban, a Gyógyászatban, a Közegészségügyi és Törvényszéki Orvostanban) a legkülönbözőbb betegségekkel kapcsolatban (többek között a „bujakórról” (szifilisz), a méh és a petefészek bajairól, a szürkehályog-műtétről, a „pokolvarkórról” (lépfene), a koleráról, kóros daganatokról). Ezen kívül rendszeresen beszámolt a miskolci közkórház működéséről. Levelező tagja volt a budapesti királyi orvosegyletnek, 1875-től a borsodi orvos-gyógyszerész egylet elnöke volt. Borsod vármegye tiszteletbeli főorvosa, királyi törvényszéki orvos és az országos közegészségügyi tanács rendkívüli tagja volt. 1866-tól 1880-ig politikai és társadalmi jellegű cikkeket írt Pester Lloydba, a Borsod-Miskolczi Értesítő című lapban pedig utazási leveleket közölt. Könyvadománnyal segítette a miskolci iskolai oktatást. Elnöke volt a miskolci izraelita hitközségnek.
1849-ben nősült meg, Bródy Johannát vette feleségül. A házasságból két fiúgyermek született: Károly és Zsigmond.
1894-ben hunyt el. Sírja az avasi zsidó temetőben van, városi védelem alatt áll. Ballagi János a halála után így minősítette a munkásságát: „…amit el lehet róla mondani az csak jó … A gyakorlatban korszakalkotót, elméletben, tudományos szinten maradandót alkotott”.

## Főbb munkái

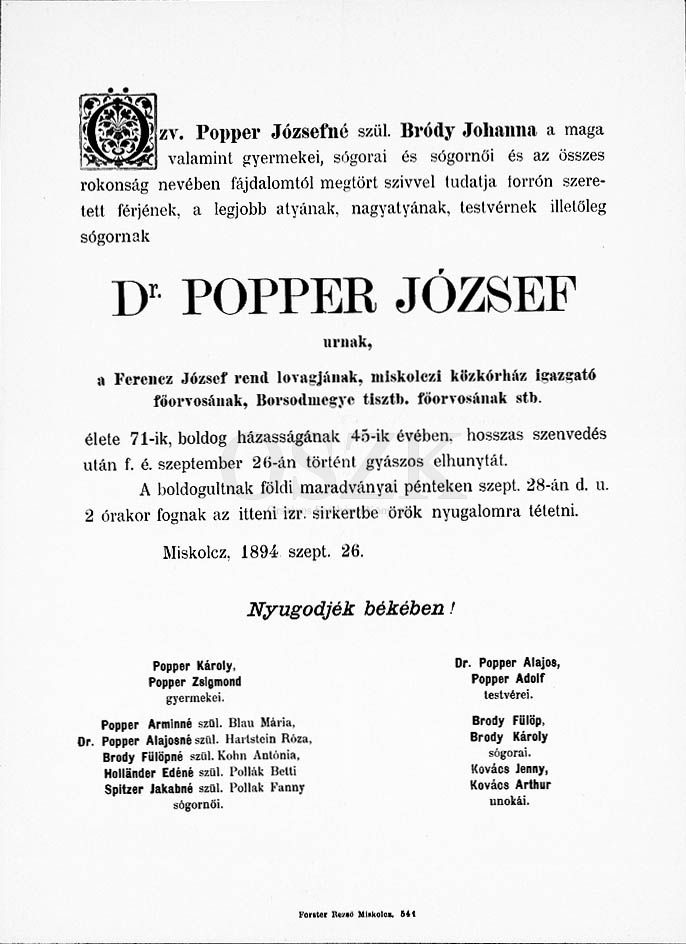
Gyászjelentés

- Utazási töredék I–II. Orvosi Hetilap, Pest, 1864
- Nyílt levél (az Orvosi Hetilap tisztelt szerkesztőségéhez) a szemtükörreli vizsgálat tárgyában. Orvosi Hetilap, Pest, 1864
- A bujakóri ragály kétféleségéről. Orvosi Hetilap, Pest, 1865
- Emlékbeszéd Horvát József megyei fősebész felett. Miskolcz, 1875
- A miskolczi nyilvános közkórház működése 1879., 1880. és 1881-ben. Miskolc, 1880–82. Három füzet
- A miskolczi nyilvános közkórház XXVIII-ik évi jelentése. Gyógyászat, Államorvos, 6. szám, 1885
- Évi jelentés a miskolczi nyilvános közkórház 1865. évi működése eredményéről. Pozsony, Kórházi Szemle, 1866
- Bericht des … als Referent für Ausarbeitung eines israelitischen Gemeinde-Statutes. Pest, 1869